# Александер Ґордон
Александер Ґордон (англ. Alexander Gordon; пом. 1727) — львівський міщанин і купець. Лавник (1711-1721), райця (1721—1727) та  бурмистр Львова (1723).

Син Томаса Ґордона, львівського купця шотландського походження та міського райці. Родині Ґордонів належала кам'яниця на площі Ринок, 24.